# Galina Ieniúkhina
Galina Iúrievna Ieniúkhina (en rus: Галина Юрьевна Енюхина) (Krasnoiarsk, 1 d'octubre de 1959) és una ciclista russa, ja retirada, que va competir també per la Unió Soviètica i per l'Equip Unificat. Especialista en pista, va guanyar de tres medalles, una d'elles d'or als Campionats del Món.

## Palmarès
- 1994
  -  Campiona del Món en Velocitat

### Resultats a laCopa del Món
- 1994
  - 1a a Copenhaguen, en Velocitat
  - 1a a Copenhaguen, en Scratch
- 1997
  - 1a a Cali i Trexlertown, en Velocitat
  - 1a a Trexlertown, en 500 metres